# 得梅因级重巡洋舰
得梅因級巡洋艦(Des Moines class cruiser)是美國海軍建造最後的全艦砲型重巡洋艦，共建造三艘，其中 Salem 號保留作為紀念艦，另二艘解體。

## 武裝及性能
本級艦由巴爾的摩級重巡洋艦改進而來，有更大的排水量以及改良的機械配置，並且安裝了新的Mk.16型8吋55倍徑主砲。該砲為美國首度安裝自動裝填系統，每隻砲管每分鐘最大可發射10發，是前級Mk.12型的約兩倍。該砲最大射程是41度仰角時達17英哩(27公里)，使用78磅無煙藥包時可將335磅的砲彈以秒速2500呎射出(約760m/s)。
副砲和前級一樣是6座雙聯裝Mk.12型5吋砲，防空砲則將原本的波佛斯40公釐高射砲改為Mk.27型3吋砲(3″/50 caliber gun)，後來並改為Mk.33型，以面對更大的空中威脅。

## 歷史
本級艦原預定建造12艘，但最終只有3艘完成，編號CA-140的達拉斯號完成28%的進度下拆除，其餘則因戰爭結束取消。前二艦(CA-134, CA-139)分別在1961和1959年除役，但CA-148 Newport News則長期以第二艦隊旗艦服役，並在越戰期間提供過火力支援，直到1975年除役。三艘直到最後都是全艦砲巡洋艦。
CA-139 Salem 曾經在1956年電影 The Battle of the River Plate 中扮演德國施佩伯爵海軍上將號重巡洋艦。在1994年成為紀念艦。2013年暫時關閉，預定在2015年移動到波士頓港碼頭。

## 同級艦
- CA-134 Des Moines, 1961年除役，1991年除籍, 2007年解體
- CA-139 Salem, 1959年除役, 1991年除籍, 停泊在麻瑟諸塞洲的昆西市作為紀念艦
- CA-148 Newport News, 1975年除役, 1978年除籍, 1993年解體

## 外部連結
- Des Moines class cruiser （页面存档备份，存于）—NavSource Online
- Des Moines class cruiser （页面存档备份，存于）—GlobalSecurity.org
- Des Moines class cruiser （页面存档备份，存于）—National Park Service